# Innerpartysystem
Innerpartysystem (à prononcer "Inner Party System») est un groupe de rock des États-Unis. Le groupe est composé de Patrick Nissley, Jared Piccone, Kris Barman et Jesse Cronan.

## Jeux vidéo
La chanson "Heart Of Fire" apparaît dans Burnout Paradise, ainsi qu'une version instrumentale de "This Empty Love" est présente au menu de modification des voitures dans Need For Speed Undercover sur Xbox 360, PlayStation 3 et sur PC, ainsi que la chanson "American Trash" dans les Sims 3 (En Simlish).

### Albums
| Date de Sortie     | Titre                | Label               |
| Novembre 12, 2007  | The Download EP (EP) | Stolen Transmission |
| Juillet 29, 2008   | Don't Stop (EP)      | Island Records      |
| Septembre 30, 2008 | Innerpartysystem     | Island Records      |